# Rudé brigády

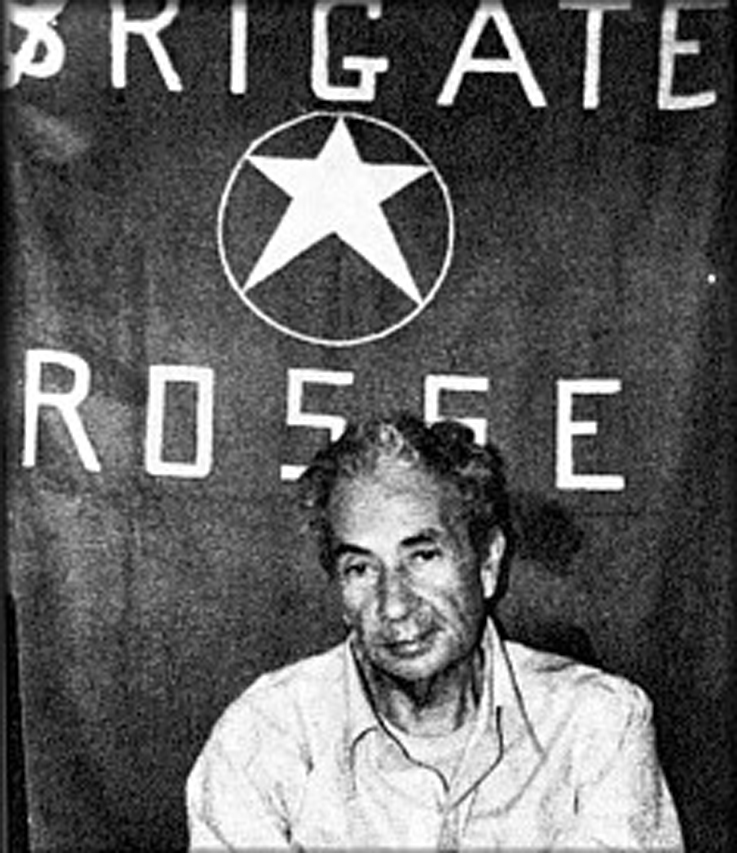
Zadržovaný Aldo Moro

Rudé brigády (italsky Brigate Rosse) byla italská levicová teroristická organizace založená roku 1969 Renatem Curciem a jeho ženou, aktivní především v 70. letech 20. století. V době svých počátků byla podporována československou StB. Nejznámějším jejím zločinem byl únos a vražda předního křesťanskodemokratického politika Alda Mora roku 1978.
V roce 1989 byla většina (bývalých) členů odsouzena k vysokým trestům.